# Guerra civile cilena del 1891
La guerra civile in Cile del 1891, fu un conflitto armato tra le forze di sostegno del Congresso e le forze che sostenevano invece il presidente in carica, José Manuel Balmaceda. La guerra ha visto uno scontro tra l'esercito cileno e la Marina cilena, che si erano schierati con il presidente e con il congresso, rispettivamente.
Questo conflitto si concluse con la sconfitta dell'esercito cileno e delle forze presidenziali e con il suicidio del presidente Balmaceda.